# Ni na nebu ni na zemlji
Ni na nebu ni na zemlji (deutsch: Weder im Himmel noch auf der Erde) ist ein serbischer Film aus dem Jahre 1994. Regie führte Miloš Miša Radivojević.

## Handlung
Der Film spielt im Belgrad des Jahres 1993, das während des Milošević-Regimes unter den UN-Sanktionen leidet. Der junge Architekt Nikola mit dem Spitznamen  „Šampion“, den er als Fahrer von Rennbooten erhielt, leidet unter der politischen Lethargie und Perspektivlosigkeit. Nikolas gut ausgebildete Freunde Miško und Stole führen ebenfalls ein prekäres Leben und nennen sich „Zeitzeugen“ für das Serbien zu Beginn der 1990er Jahre. Seine Freundin Ana findet an Nikolas Charme Gefallen.